# Астрална проекция
Астралната проекция (или астрално пътуване) е спорно тълкувание на осъзнатото сънуване, постигнато съзнателно или чрез ясно халюциниране, дълбока медитация или употребата на халюциногени от типа на LSD. Защитниците на астралното проектиране твърдят, че тяхното съзнание (или душа) се прехвърля в астрално тяло (или „двойник“), което се движи свободно и отделно от физическото тяло в паралелен свят, познат като астрална равнина.
Терминът „Астрална проекция“ е популярен в окултната литература и се използва от автори, повлияни от теософията. Астралният свят е понятие, въведено от Елена Блаватска, която се базира на древни индийски учения (виж индуизъм). Някои окултисти различават още и ментална проекция, проектиране в Менталния свят.
На български е издадена сравнително малко литература за астралната проекция. Например книгата „Астрална проекция“ на Мелита Денинг и Осбърн Филипис. Техники за постигане на това умение се срещат още в книгите „Съвременна магия“ на Д. М. Крейг, „Извън тялото“ на Михаил Редуга и други.
Астралната проекция е интересен феномен, защото ако хората, които твърдят, че имат това умение не се самозаблуждават, то това е най-силният аргумент в полза на философския спиритуализъм, голяма утеха за всеки скърбящ човек и надежда, че човешката личност е безсмъртна. Съвременното академично общество обаче все още е далеч от признаването на явлението астрална проекция като факт.